# Chaenopsidae
Chaenopsidae là một họ cá phân bố ở xứ nhiệt đới, từ Bắc đến Nam Mỹ. Các thành viên của họ này cũng hiện diện trong vùng biển ngoài khơi Nhật Bản, Đài Loan và Hàn Quốc. Họ này có 14 chi và 90 loài.
Loài lớn nhất là Neoclinus blanchardi, dài 30 cm; phần lớn các loài khác nhỏ hơn nhiều, và nhóm này bao gồm một trong những loài động vật có xương sống nhỏ, Acanthemblemaria paula, dài chỉ 1,3 cm lúc trưởng thành.

## Các chi
- Acanthemblemaria
- Chaenopsis
- Cirriemblemaria
- Coralliozetus
- Ekemblemaria
- Emblemaria
- Emblemariopsis
- Hemiemblemaria
- Lucayablennius
- Mccoskerichthys
- Neoclinus
- Protemblemaria
- Stathmonotus
- Tanyemblemaria